# Tréklyano
Pour la commune, voir Treklyano (obchtina).
Tréklyano (bulgare : Трекляно) est une ville située dans l'ouest de la Bulgarie.

## Géographie

### Géographie physique
Tréklyano est située dans l'ouest de la Bulgarie, à 91 km à l'ouest de la capitale Sofia. La ville est le chef-lieu de la commune de Tréklyano.

### Géographie humaine
| 1926 | 1934  | 1946  | 1956  | 1965 | 1975 | 1985 | 1992 | 2001 |
| ---- | ----- | ----- | ----- | ---- | ---- | ---- | ---- | ---- |
| -    | 1 925 | 1 709 | 1 362 | 986  | 733  | 712  | 561  | 436  |

| 2011 | 2021 | - | - | - | - | - | - | - |
| ---- | ---- | - | - | - | - | - | - | - |
| 272  | 195  | - | - | - | - | - | - | - |

## Administration
La ville de Tréklyano est le chef-lieu de la commune de Tréklyano. Son maire est le maire de la commune.

## Galerie

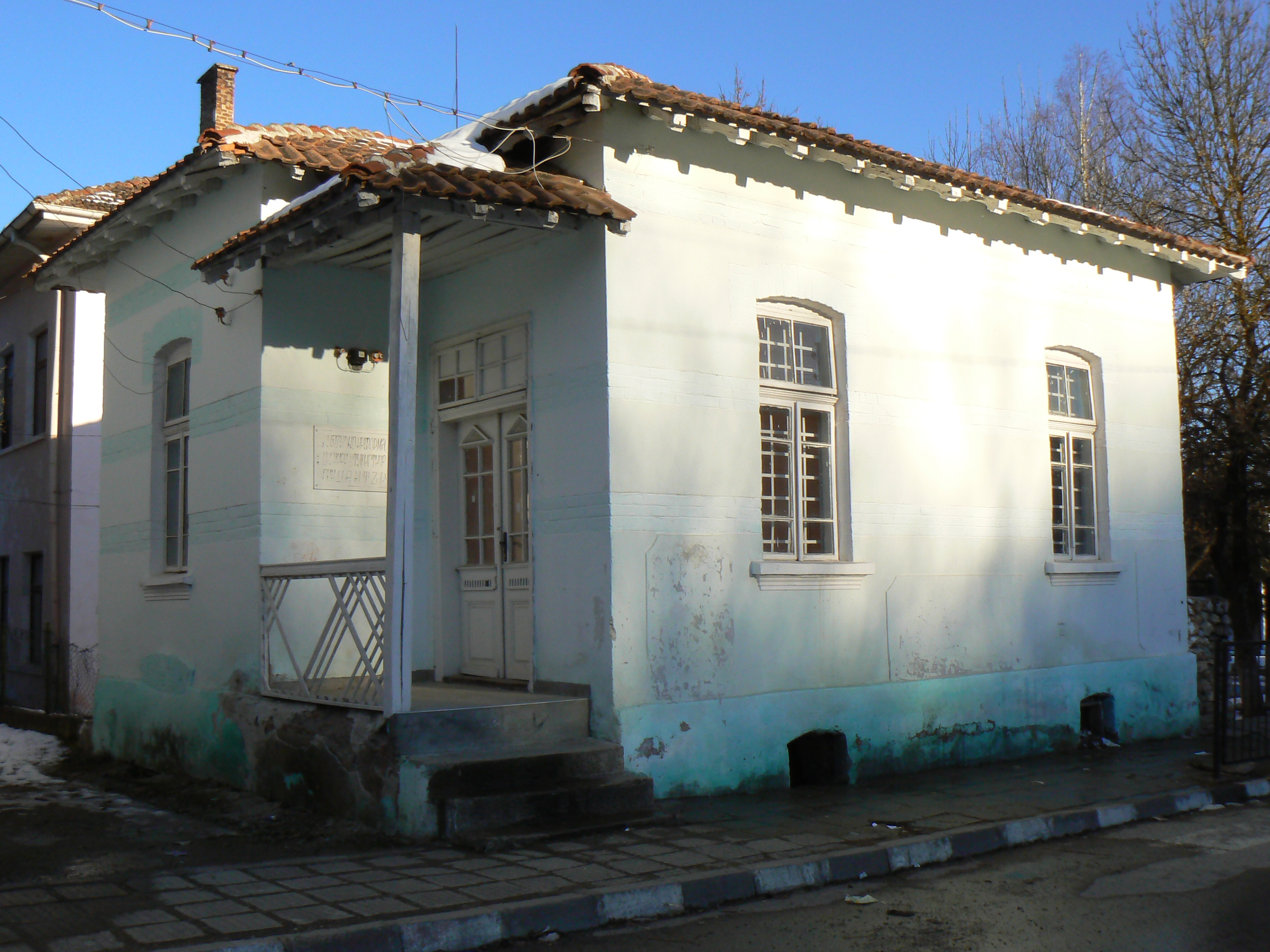
Le centre culturel et d'information touristique
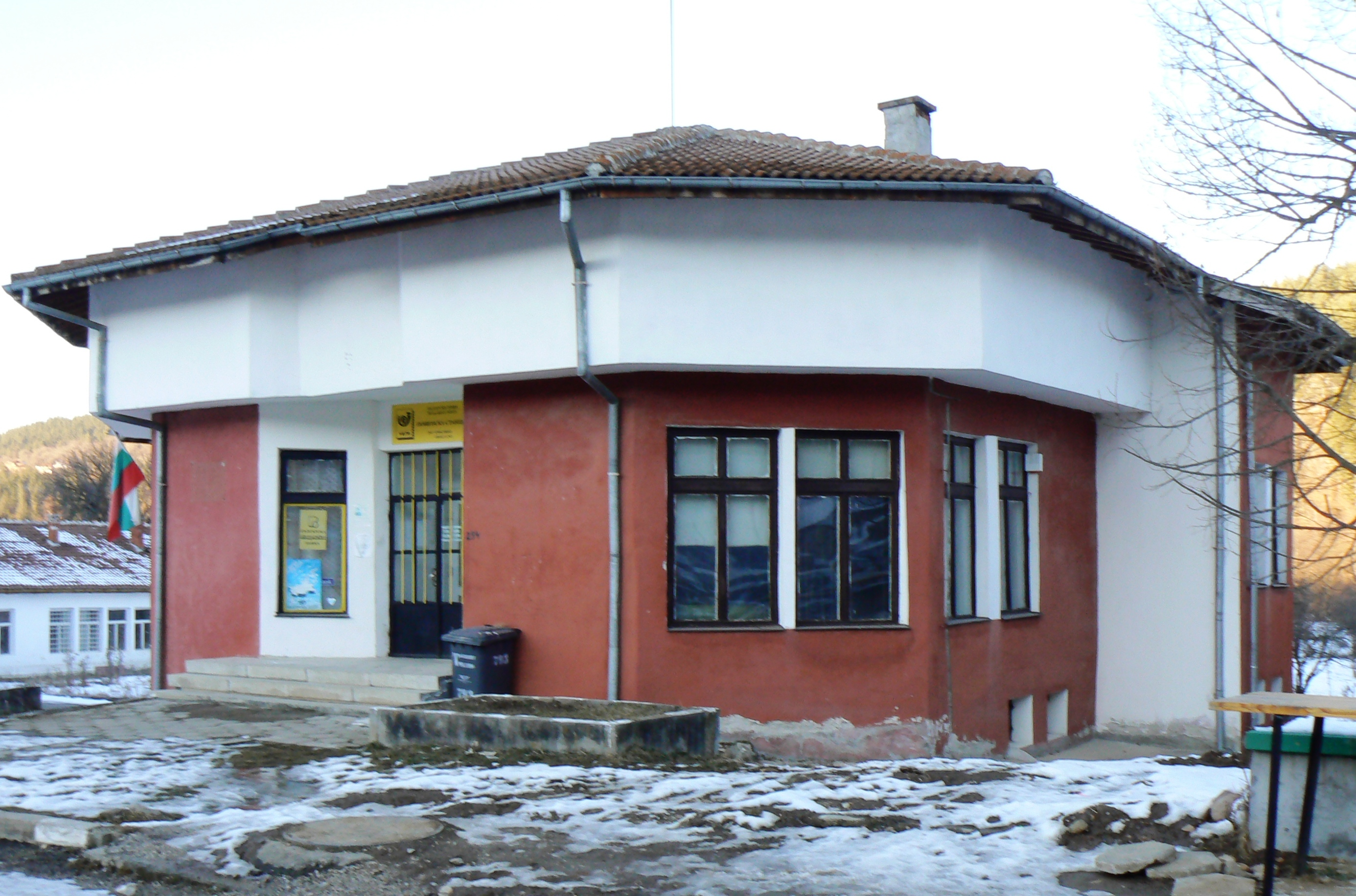
Le bureau de poste
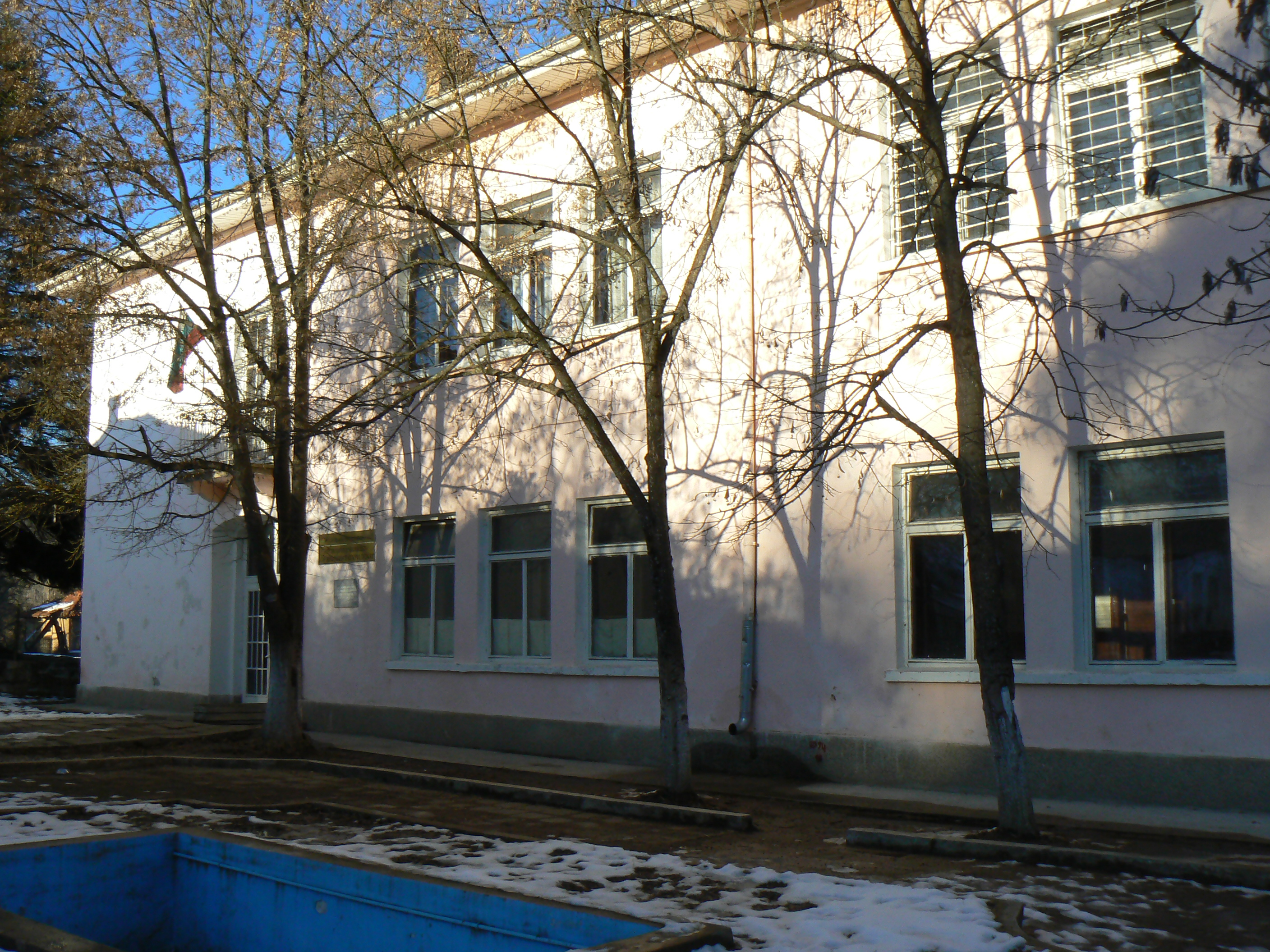
L'école primaire
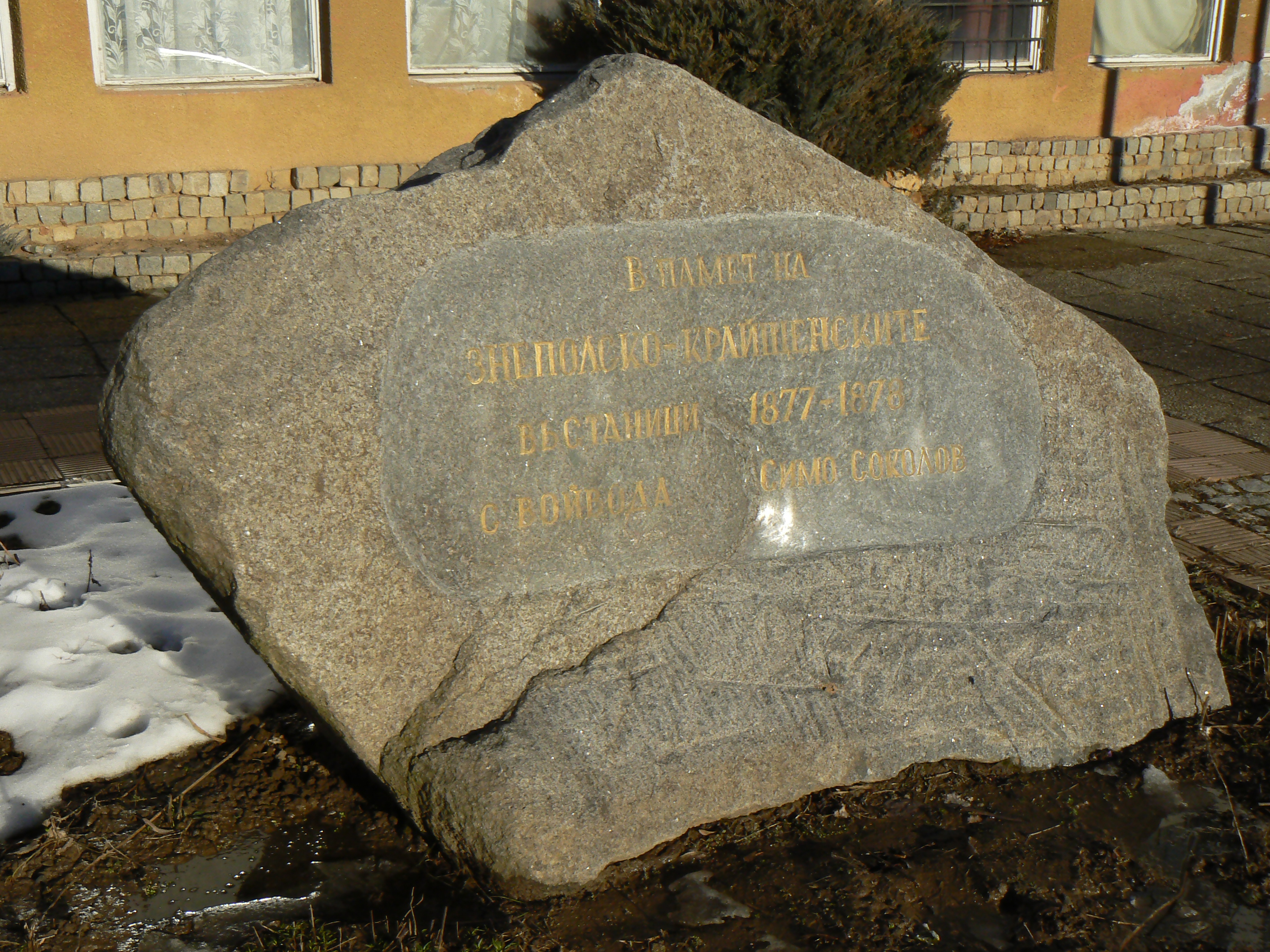
Monument aux morts du soulèvement de 1877-1878
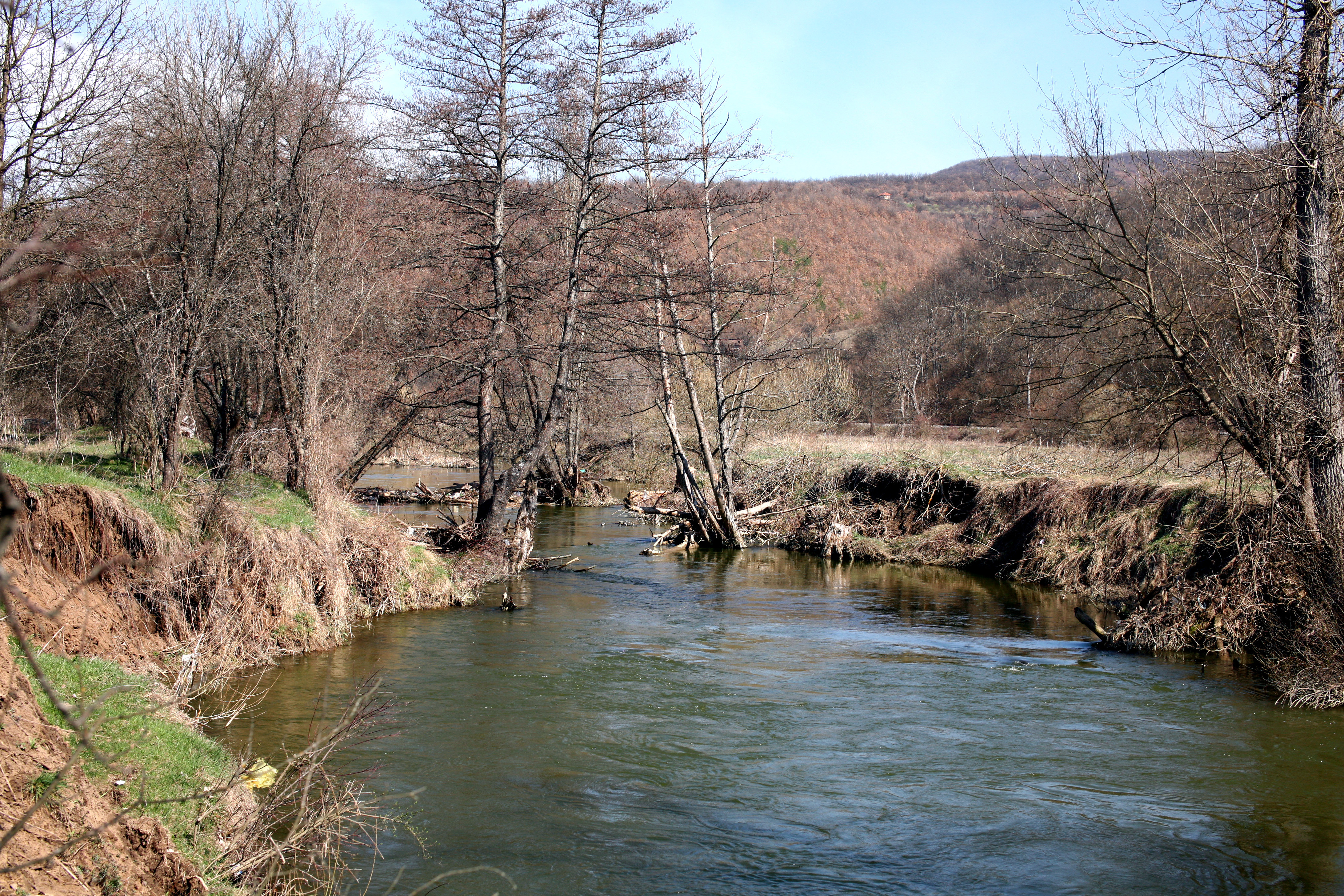
La rivière de Tréklyano